# 肖若騰
肖 若騰（シャオ・ルオテン、しょう じゃくとう、1996年1月30日 - ）は、中国の男子体操の選手。 北京出身、  Wang Hongweiの監督の下で活躍する中国の体操チームの現役選手。

## 来歴
2015年、世界体操選手権(グラスゴー)に出場し、グループで3位、総合9位。 
2017年、世界体操選手権(モントリオール)男子個人総合優勝。 
2018年、世界体操選手権(ドーハ)個人総合準優勝、種目別あん馬優勝。 
2020年、東京オリンピック個人総合銀メダル、団体で銅メダル。 
2010年代における中国体操最高のオールラウンダーである。世界大会個人総合で金メダルを獲得した中国選手は、2008年北京オリンピックの楊威以来である。これは同時に2009年以来内村航平以外での初めての個人総合優勝者である。　 
2020年東京オリンピックの個人総合の競技結果について、金メダルを獲得した橋本大輝のSNSに中国から誹謗中傷が殺到しており、国際体操連盟が採点の詳細を説明しても収まらなかった。7月29日午後、肖は自身のSNSを更新し「皆さんには中国選手、中国の体操、そして私…肖若騰を今後も応援してほしい。だけど、スポーツ選手を過度に攻撃しないでほしい。スポーツ選手は皆すばらしく目標のために努力をし、自らを鼓舞している」と行き過ぎた行為を慎むようメッセージを発している。 

## 参考資料
- 国際体操連盟シャオ・ルオテン